# Анисимова, Татьяна Германовна
Татьяна Германовна Лоцованова (урожд. Анисимова; род. 1960, Свердловск, РСФСР, СССР) — советская прыгунья на батуте, чемпионка мира.

## Биография
Родилась и живёт в Екатеринбурге. Там же начала заниматься прыжками на батуте.
Чемпион мира 1978 года. На том же чемпионате стала серебряной призёркой в синхроне.